# Dorothée Janin
Pour les articles homonymes, voir Janin et Goldman.
Dorothée Janin ou Dorothée Janin-Goldman (née en 1976) est journaliste et écrivain français.

## Biographie

### Famille
Fille d'Évelyne Goldman, Dorothée Janin est la nièce de Jean-Jacques Goldman, Robert Goldman et Pierre Goldman.

### Carrière d’écrivaine
Dorothée Janin publie son premier roman, La Vie sur terre, édité aux Éditions Denoël en 2007 puis un recueil de nouvelles : Mickey Mouse Rosenberger : et autres égarés : nouvelles toujours aux Éditions Denoël,,. 
Son livre La révolte des filles perdues est sélectionné pour le prix Goncourt 2023,. 
Elle est journaliste pour le magazine Grazia,. Elle publie une nouvelle dans « Noël, quel bonheur ! » avec Chloé Delaume, Jakuta Alikavazovic, Arthur Dreyfus, Vincent Hein, Yannick Haenel, François Bégaudeau, Philippe Adam et Philippe Vilain.

### Carrière d'actrice
Dorothée Janin joue dans quelques courts métrages dont Rémi de Melvil Poupaud en 2005.

## Publications
- La Vie sur terre, roman, éditions Denoël, 2007  (ISBN 978-2207259894)
- Mickey Mouse Rosenberger et autres égarés, roman, éditions Denoël, 2010  (ISBN 978-2-207-26173-6)
- Sadi, roman, éditions Storylab, 2011
- Noël, quel bonheur ! - Treize nouvelles affreusement croustillantes avec François Bégaudeau, éditions Armand Colin, 2012  (ISBN 978-2-200-28322-3)
- L'Île de Jacob, Fayard, 2020  (ISBN 978-2213713168) Prix Maison Rouge 2020 à Biarritz[9].
- La Révolte des filles perdues, Stock, 2023  (ISBN 978-2-234-09509-0)